# Limnoperla
Limnoperla is een geslacht van steenvliegen uit de familie Gripopterygidae. De wetenschappelijke naam van het geslacht is voor het eerst geldig gepubliceerd in 1963 door Illies.

## Soorten
Limnoperla omvat de volgende soorten:
- Limnoperla jaffueli (Navás, 1928)